# تيما كردي
تيما كردي (مواليد 1970) كاتبة سورية كندية وناشطة في مجال حقوق الإنسان. ولدت في دمشق، وانتقلت إلى كندا عندما كانت شابة بعمر 22 عاما وذلك في سنة 1992، وتقيم في كوكتلام، كولومبيا البريطانية.
تيما كردي هي مؤلفة كتاب الصبي على الشاطئ، الذي يوثق الظروف التي أدت إلى وفاة ابني أخيها غالب وآلان كردي، ووالدتهما ريحانة أثناء فرارهما من الحرب الأهلية السورية.